# معبد کانئی

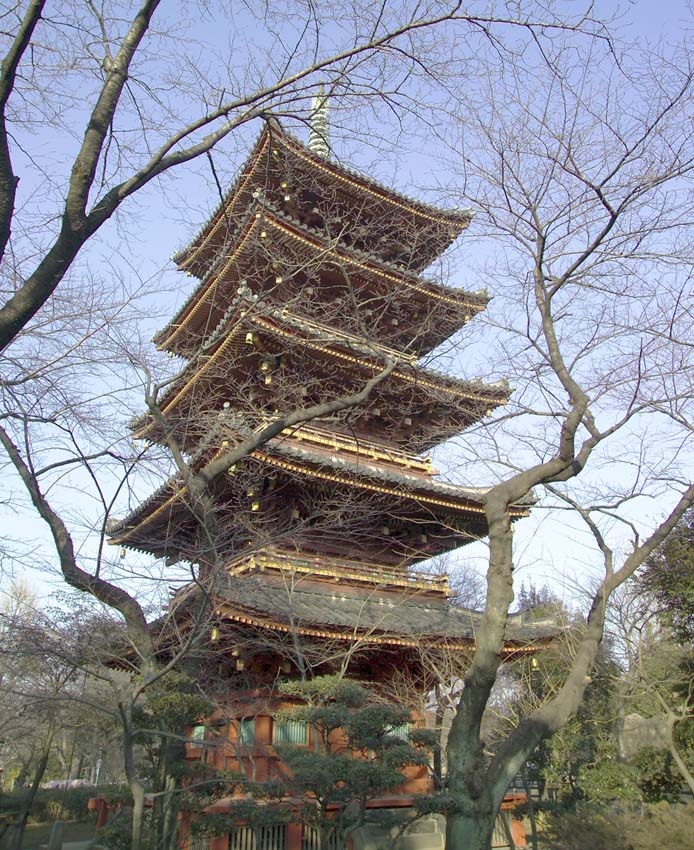
معبد کان‌ائیجی.

معبد کانئی (به ژاپنی: 寛永寺 Sōji-ji) در منطقهٔ تایتو در توکیو، پایتخت ژاپن واقع شده و در سال ۱۶۲۵ میلادی ساخته شده است. مساحت آن ۱۱۸ هکتار است و به داشتن گل‌های نیلوفر شهرت دارد.
پس از نبرد توبا-فوشیمی، توکوگاوا یوشینوبو به ادو بازگشت و موقتاً در معبد کانئی-جی و سپس در کودوکان در قلمرو میتو تحت بازداشت خانگی قرار گرفت.

## رسیدن به معبد
- ایستگاه اوئنو